# Stage Entertainment
Stage Entertainment es una productora de espectáculos en directo con sede en Ámsterdam, Países Bajos. Creada por Joop van den Ende en 1998, surgió de la división de entretenimiento en vivo de la compañía Endemol y en pocos años se ha convertido en un referente dentro del sector, especializándose en la producción de musicales, shows sobre hielo y otros eventos. Unas 3 000 personas trabajan para Stage Entertainment en todo el mundo contando sus producciones, oficinas y teatros en Países Bajos, Alemania, España, Francia, Reino Unido, Estados Unidos, Rusia e Italia.
En España, Stage Entertainment es una de las principales responsables del auge del teatro musical en los últimos años gracias a sus producciones en los escenarios de Madrid y Barcelona, y a sus giras por todo el país.

## Producciones
Stage Entertainment tiene acuerdos con algunas de las productoras de teatro musical más importantes del mundo, incluyendo a Disney Theatrical (La bella y la bestia, El rey león, Aladdín, Frozen), The Really Useful Group (Cats, El fantasma de la ópera, Jesucristo Superstar), Cameron Mackintosh (Los miserables, Miss Saigon, Mary Poppins), Littlestar (Mamma Mia!) y Vereinigte Bühnen Wien (Elisabeth, Rebecca, Tanze der Vampire). Estas alianzas le permiten llevar los títulos más destacados de Broadway y el West End a los diferentes países donde opera.
Además, Stage Entertainment también trabaja en el desarrollo de sus propios espectáculos, tanto a nivel internacional (Sister Act, Rocky, Anastasia, Tina) como en los mercados locales de Alemania (Das Wunder von Bern, Ich war noch niemals in New York, Hinterm Horizont) y Países Bajos (Hij Gelooft in Mij, Ciske de Rat).

### España
El desembarco de Stage Entertainment en España se produjo en julio de 2003 como resultado de la fusión con CIE España, dando lugar a la sociedad CIE Stage Holding. Aunque CIE España (anteriormente Rock & Pop España) ya había estrenado musicales como Rent, La bella y la bestia, My Fair Lady, Notre-Dame de Paris, El fantasma de la ópera o Gaudí, y la obra de texto Defendiendo al cavernícola, la primera producción propiamente dicha del nuevo holding fue Cabaret, que debutó en octubre de 2003 en el Nuevo Teatro Alcalá de Madrid. En 2005, Stage Holding adquirió el 100% de CIE España y el grupo pasó a denominarse Stage Entertainment en todos aquellos países en los que tiene presencia.
Actualmente, Stage Entertainment España tiene en cartel El rey león en el Teatro Lope de Vega de Madrid y prepara el estreno de Cenicienta para octubre de 2025.
Listado de producciones
| Título                     | Año de estreno | Año de cierre | Teatro                                                                                        | Producción                 |
| -------------------------- | -------------- | ------------- | --------------------------------------------------------------------------------------------- | -------------------------- |
| Rent                       | 1999           | 2000          | Teatre Principal (Barcelona) Gira nacional Teatro Coliseum (Madrid)                           | Rock & Pop España          |
| La bella y la bestia       | 1999           | 2002          | Teatro Lope de Vega (Madrid)                                                                  | Rock & Pop España          |
| My Fair Lady               | 2001           | 2003          | Teatro Coliseum (Madrid)                                                                      | CIE España                 |
| Notre-Dame de Paris        | 2001           | 2002          | BTM (Barcelona)                                                                               | CIE España                 |
| El fantasma de la ópera    | 2002           | 2004          | Teatro Lope de Vega (Madrid)                                                                  | CIE España                 |
| Gaudí                      | 2002           | 2003          | BTM (Barcelona)                                                                               | CIE España                 |
| Defendiendo al cavernícola | 2002           | 2004          | Teatro Arlequín (Madrid) Gira nacional La Villarroel (Barcelona)                              | CIE España                 |
| Cabaret                    | 2003           | 2008          | Nuevo Teatro Alcalá (Madrid) Gira nacional Teatre Apolo (Barcelona)                           | CIE Stage Holding          |
| Cats                       | 2003           | 2005          | Teatro Coliseum (Madrid)                                                                      | CIE Stage Holding          |
| Mamma Mia!                 | 2004           | 2011          | Teatro Lope de Vega (Madrid) BTM (Barcelona) Gira nacional Teatro Coliseum (Madrid)           | CIE Stage Holding          |
| El graduado                | 2005           | 2005          | Teatro Coliseum (Madrid)                                                                      | Stage Holding              |
| Victor/Victoria            | 2005           | 2006          | Teatro Coliseum (Madrid)                                                                      | Stage Entertainment España |
| Los productores            | 2006           | 2007          | Teatro Coliseum (Madrid)                                                                      | Stage Entertainment España |
| Jesucristo Superstar       | 2007           | 2009          | Teatro Lope de Vega (Madrid) Gira nacional Teatre Apolo (Barcelona)                           | Stage Entertainment España |
| La bella y la bestia       | 2007           | 2010          | Teatro Coliseum (Madrid) BTM (Barcelona)                                                      | Stage Entertainment España |
| High School Musical        | 2008           | 2009          | Gira nacional Teatro Lope de Vega (Madrid) Teatre Tívoli (Barcelona)                          | Stage Entertainment España |
| Fiebre del sábado noche    | 2009           | 2010          | Teatro Coliseum (Madrid) Gira nacional                                                        | Stage Entertainment España |
| Chicago                    | 2009           | 2012          | Teatro Coliseum (Madrid) Gira nacional Teatre Tívoli (Barcelona) Nuevo Teatro Alcalá (Madrid) | Stage Entertainment España |
| Los miserables             | 2010           | 2012          | Teatro Lope de Vega (Madrid) BTM (Barcelona)                                                  | Stage Entertainment España |
| El rey león                | 2011           | En cartel     | Teatro Lope de Vega (Madrid)                                                                  | Stage Entertainment España |
| My Fair Lady               | 2012           | 2012          | Gira nacional                                                                                 | Stage Entertainment España |
| La bella y la bestia       | 2012           | 2013          | Gira nacional                                                                                 | Stage Entertainment España |
| Los miserables             | 2013           | 2015          | Gira nacional Gran Teatre del Liceu (Barcelona)                                               | Stage Entertainment España |
| Sister Act                 | 2014           | 2016          | Teatre Tívoli (Barcelona) Gira nacional Nuevo Teatro Alcalá (Madrid)                          | Stage Entertainment España |
| Mamma Mia!                 | 2015           | 2017          | Teatre Tívoli (Barcelona) Gira nacional Teatro Coliseum (Madrid)                              | Stage Entertainment España |
| El guardaespaldas          | 2017           | 2018          | Teatro Coliseum (Madrid)                                                                      | Stage Entertainment España |
| Anastasia                  | 2018           | 2020          | Teatro Coliseum (Madrid)                                                                      | Stage Entertainment España |
| Tina                       | 2021           | 2023          | Teatro Coliseum (Madrid)                                                                      | Stage Entertainment España |
| Aladdín                    | 2023           | 2025          | Teatro Coliseum (Madrid)                                                                      | Stage Entertainment España |
| Cenicienta                 | 2025           |               | Teatro Coliseum (Madrid)                                                                      | Stage Entertainment España |